# Holacanthus
Holacanthus är ett släkte tillhörande familjen kejsarfiskar. Släktet Holacanthus innehåller 8 arter. 

## Arter
- Holacanthus africanus
- Holacanthus bermudensis
- Holacanthus ciliaris
- Holacanthus clarionensis
- Holacanthus isabelita
- Holacanthus limbaughi
- Holacanthus passer
- Holacanthus tricolor